# Maintalhänge zwischen Bürgstadt und Wertheim
Maintalhänge zwischen Bürgstadt und Wertheim este o arie protejată (arie specială de conservare — SAC, sit de importanță comunitară — SCI) din Germania întinsă pe o suprafață de 618,69 ha, integral pe uscat.

## Localizare
Centrul sitului Maintalhänge zwischen Bürgstadt und Wertheim este situat la coordonatele 49°45′37″N 9°33′13″E / 49.7603°N 9.5536°E.

## Înființare
Situl Maintalhänge zwischen Bürgstadt und Wertheim a fost declarat sit de importanță comunitară în noiembrie 2004 pentru a proteja 3 specii de animale. Situl a fost protejat și ca arie specială de conservare în aprilie 2016.

## Biodiversitate
Situată în ecoregiunea continentală, aria protejată conține 8 habitate naturale: Pajiști calcaroase din nisipuri xerice, Formațiuni ierboase bogate în specii de Nardus, dezvoltate pe substraturi silicioase în zone montane (și în zone submontane, în Europa continentală), Fânețe de joasă altitudine (Alopecurus pratensis, Sanguisorba officinalis), Pante stâncoase silicioase cu vegetație casmofită, Păduri de fag Luzulo-Fagetum, Păduri de stejar și carpen Galio-Carpinetum, Păduri pe pante, grohotișuri și ravene de Tilio-Acerion, Păduri aluvionare cu Alnus glutinosa și Fraxinus excelsior (Alno-Padion, Alnion incanae, Salicion albae).
La baza desemnării sitului se află mai multe specii protejate de  nevertebrate (3): Euplagia quadripunctaria, phengaris nausithous (Maculinea nausithous), Vertigo angustior.